# Centralvereinigung Deutscher Wirtschaftsverbände für Handelsvermittlung und Vertrieb

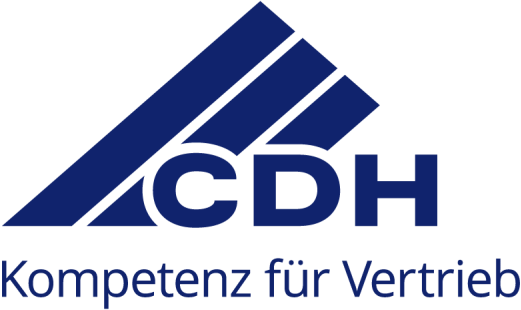
Logo der CDH

Die Centralvereinigung Deutscher Wirtschaftsverbände für Handelsvermittlung und Vertrieb (CDH) e. V. repräsentiert als Spitzenverband fast 34.000 Handelsvermittlerbetriebe in allen Handelsbranchen. Dazu gehören insbesondere die Handelsvertretungen als Marktpartner von Industrie und Handel. Die CDH steht aber auch offen für andere Unternehmen, die selbständig im Vertrieb tätig sind. Angeschlossen sind 10 Wirtschaftsverbände aus allen Teilen der Bundesrepublik Deutschland, sieben Berufsfachverbände sowie seit Oktober 2013 der Wirtschaftsverband DIE FRANCHISENEHMER – Wirtschaftsverband der Franchisenehmer. Den Wirtschaftsverbänden der CDH gehören Industrievertretungen, Handelsagenturen, Vertragshändler, Vertriebsingenieurbüros, Merchandiser etc. an.

## Geschichte und Funktion
Die CDH wurde 1902 in Berlin gegründet. Sitz des Dachverbandes ist das Verbändehaus „Handel-Tourismus-Dienstleistung“ in Berlin-Mitte. Die CDH vertritt die Interessen ihrer Mitglieder auf allen Ebenen im politischen Bereich und ist Mitglied in vielen nationalen und internationalen Organisationen und Gremien, beispielsweise im Gemeinschaftsausschuss der Deutschen Gewerblichen Wirtschaft und in der Internationalen Union der Handelsvertreter und Handelsmakler (IUCAB) mit Sitz in Wien.
Mit einer Reihe von CDH-Landesverbänden ist die CDH Gesellschafter der eService GmbH, die die Internet-Plattform für Handel und Absatz handelsvertreter.de trägt. Die CDH legal GmbH ist eine Gesellschaft der CDH-Landesverbände, die sich zusammengeschlossen haben, um ihren Mitgliedern bei Bedarf eine Prozesskostenfinanzierung zu bieten.
Über das Institut für Handelsvermittlung und Vertrieb CDH e.V. werden wissenschaftliche Forschungsprojekte vergeben und gefördert.
Eine wichtige Person in der CDH-Geschichte ist Otto Kern. Er war seit den 1950er Jahren Mitglied, Funktionsträger in vielen Ehrenämtern, von 1968 bis 1980 Präsident und bis zu seinem Tod 2009 Ehrenpräsident.
Aktueller Präsident der CDH ist Dirk P. Goeldner, als Vizepräsidenten agieren Klaudia Stein, Martin Brunner, Ralf Pape und Christoph Stoffel. Ehrenpräsident ist Horst Platz. Seit dem 1. Oktober 2010 ist Eckhard Döpfer der Hauptgeschäftsführer.

## Abteilungen
Der Verband ist in folgende Abteilungen aufgeteilt:
- Zentralabteilung
- Recht
- Betriebswirtschaft, Statistik
- Internationale Verbandsarbeit
- Öffentlichkeitsarbeit

## Fachverbände
Zur Wahrung der fachlichen Interessen bestehen innerhalb der CDH folgende Berufsfachverbände:
- Bauwesen
- Medizinprodukte-Gesundheitswesen
- Mode-Sport-Accessoires
- Nahrungsmittel-Weine-Spirituosen
- Papier-Verpackung-Büro
- Technik
- Wohnambiente